# پنی‌سیلین‌های ضد استافیلوکوک
پنی‌سیلین‌های ضد استافیلوکوک(به انگلیسی: Antistaphylococcal penicillins)  یک زیر گروه از آنتی بیوتیک‌های بتا-لاکتامی است که برای درمان عفونت‌های ناشی از باکتری‌ها استفاده می شود.

## اعضا
- کلوگزاسیلین (ایالات متحده)
- فلوکلوگزاسیلین (انگلستان و استرالیا)
- دی‌کلوگزاسیلین (ایالات متحده)
- متی‌سیلین (منسوخ شده؛ برای مدتی در انگلستان فروخته شد)
- نافسیلین (ایالات متحده) [۳]
- اگزاسیلین (ایالات متحده)